# Provincia Java de Est
Java Timur (Java de Est) este o provincie pe insula Java ce aparține de Indonezia. Provincia cuprinde partea de est a insulei Java și insula Madura din apropiere.Java de Est are o populație de 35.839.000 de locuitori cu o densitate de 748 loc/km², provincia fiind una cu populația cea mai rară de pe Java. Populația este compusă în majoritate din javanezi și maduri care sunt în procent de 90 % de religie islamică. In afară de orașul Surabaya în provincie mai sunt orașele  Malang, Kediri și  Banjuwangi. Ramurile industriale din regiune sunt în special agricultura în care predomină cultivarea de orez, cafea și tutun. De asemenea este răspândită în orașe industria de prelucrare a lemnului. Islamul ca religie s-a răspândit pe insula Java prin secolul XVI ca în anul 1610 să domine toată insula. Incepând din anul 1743 începe colonizarea olandeză care a însemnat sfârșitul imperiului islamic de la Mataram și împărțirea lui în sultanate. In anul 1830 olandezii ajung să stăpânească toată regiunea. După al doilea război mondial, provincia va aparține de Indonezia care devine independentă.